# Hieracium caesiogenum
Hieracium caesiogenum là một loài thực vật có hoa trong họ Cúc. Loài này được Woł. & Zahn mô tả khoa học đầu tiên năm 1906.